# ینی‌کوی ناظم‌بیگ (جیحان)
ینی‌کوی ناظم‌بیگ (به ترکی استانبولی: Yeniköynazımbey) یک منطقهٔ مسکونی در ترکیه است که در جیحان واقع شده‌است.